# 巴西夫卡 (戈羅多克區)
49°15′27″N 26°37′48″E / 49.25750°N 26.63000°E
巴西夫卡（烏克蘭語：Басівка）是位於烏克蘭西部的村莊，由赫梅利尼茨基州裡赫梅利尼茨基區的霍羅多克市鎮負責管轄。該村始建於1675年，面積1.12平方公里，海拔高度286米，2001年人口171，人口密度每平方公里153.4人。